# FSアドオンコレクション
『FSアドオンコレクション』は、2013年1月22日にテクノブレインから順次発売されたMicrosoft Flight Simulator Xのアドオンである。

## 概要
このアドオンはデフォルトのシーナリーをよりリアルなシーナリーにするものであって、単体では持っていても意味がない。

## シリーズ一覧

### シーナリーセット

#### FSアドオンコレクション東京国際空港
『FSアドオンコレクション東京国際空港』は、2013年1月22日に発売された『FSアドオンコレクション』の第1弾である。このアドオンには、改良されたシーナリーに加え、B787の機体データもおまけとして付属されている。

このシーナリーで、新管制塔やD滑走路、新国際線ターミナルが追加される。

#### FSアドオンコレクション大阪国際空港
『FSアドオンコレクション大阪国際空港』は、2013年7月26日に発売された『FSアドオンコレクション』の第2弾である。

このアドオンでは、改良されたターミナルのシーナリーに加え、ハンガーエリアや、ランナップエリア、航空ファンの聖地である「千里川」が追加され、よりリアルになった。

#### FSアドオンコレクション八尾空港＆大阪市街
『FSアドオンコレクション八尾空港＆大阪市街』は、2013年9月18日に発売された『FSアドオンコレクション』の第3弾である。ちなみに、このアドオンはインターネット販売しかしていないため、店頭で買うことができない。

このアドオンでは、改良されたシーナリーに加え、大阪城や大阪駅周辺、万博公園や太陽の塔、通天閣やあべのハルカスも再現されている。

#### FSアドオンコレクション新千歳空港
『FSアドオンコレクション新千歳空港』は、2014年1月17日に発売された『FSアドオンコレクション』の第4弾である。

このアドオンでは、改良されたシーナリーに加え、航空自衛隊千歳基地もリアルに再現されている。

#### FSアドオンコレクション那覇空港
『FSアドオンコレクション那覇空港』は、2014年4月25日に発売された『FSアドオンコレクション』の第5弾である。

このアドオンでは、改良されたシーナリーに加え、新国際線ターミナルや、AI機として海上自衛隊のP-3C、航空自衛隊のE-2CやF-15Jも追加される。

#### FSアドオンコレクション東京国際空港2
『FSアドオンコレクション東京国際空港2』は、2014年9月12日に発売された『FSアドオンコレクション』の第6弾である。前作に比べて、C滑走路の延伸を再現している上、国際線ターミナルの拡張も再現している。

#### FSアドオンコレクション新石垣空港・宮古空港
『FSアドオンコレクション新石垣空港・宮古空港』は、2015年1月23日に発売された『FSアドオンコレクション』の第7弾である。このアドオンのシーナリーは、陸域観測衛星だいちの撮影画像データを利用して作った。

このアドオンでは、空港のシーナリーだけでなく、沖縄の島々までリアルに再現されている。
- 協力…石垣市商工会[7]

#### FSアドオンコレクション関西国際空港
『FSアドオンコレクション関西国際空港』は、2016年9月30日に発売された『FSアドオンコレクション』の第10弾である。このアドオンでは、デフォルトにはない2007年に増設されたB滑走路と、2016年に完成した第2ターミナルが追加される。

### フライトミッション集

#### FSアドオンコレクション管制フライトミッション東京国際空港
『FSアドオンコレクション管制フライトミッション東京国際空港』は、2016年2月25日に発売された『FSアドオンコレクション』の第8弾である。このアドオンではRWY22へのLDAアプローチ等、様々な離着陸ミッション集が収録されている。また、このアドオンは『FSアドオンコレクション東京国際空港2』が必要である。

ちなみに、このアドオンはインターネット販売しかしていないため、店頭では買うことが出来ない。

### 機体データ

#### FSアドオンコレクション787-9
『FSアドオンコレクション787-9』は、2016年5月27日に発売された『FSアドオンコレクション』の第9弾である。本作は株式会社エアロシムとの共同企画開発製品の第1弾でもある。

## 動作環境
アドオンによって必要なハードディスクの空き容量が違う。その他の動作環境は右のとおり。

なお、Windows 10にも対応した。